# Leichtathletik-Europameisterschaften 1990/Dreisprung der Männer

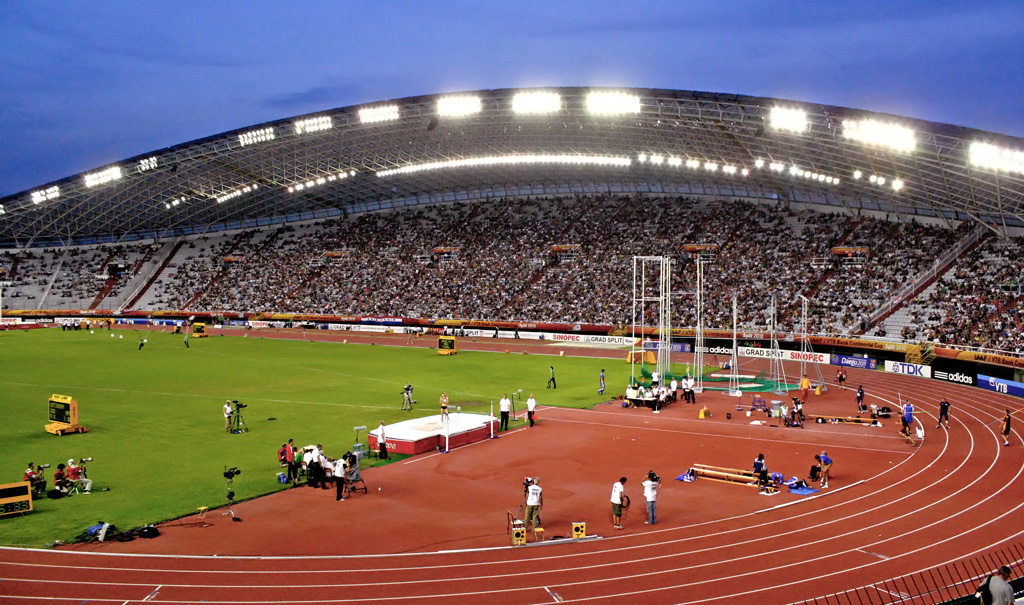
Das Stadion Poljud von Split im Jahr 2010

Der Dreisprung der Männer bei den Leichtathletik-Europameisterschaften 1990 wurde am 30. und 31. August 1990 im Stadion Poljud in Split ausgetragen.
Mit Gold und Bronze errangen die sowjetischen Dreispringer in diesem Wettbewerb zwei Medaillen. Europameister wurde Leonid Woloschin. Rang zwei belegte der Bulgare Christo Markow, der als Titelverteidiger, Weltmeister von 1987 und Olympiasieger von 1988 alle Wettbewerbe bei den großen internationalen Meisterschaften seit 1986 gewonnen hatte. Bronze ging an den Olympiazweiten von 1988 Ihar Lapschyn.

## Rekorde

### Bestehende Rekorde
| Weltrekord           | 17,97 m | Willie Banks   | Indianapolis, USA            | 16. Mai 1985    |
| Europarekord         | 17,92 m | Christo Markow | Rom, Italien                 | 31. August 1987 |
| Meisterschaftsrekord | 17,66 m | Christo Markow | EM Stuttgart, BR Deutschland | 30. August 1986 |

### Rekordverbesserung
Der sowjetische Europameister Leonid Woloschin verbesserte den bestehenden EM-Rekord im Finale am 30. August um acht Zentimeter auf 17,74 m. Zum Europarekord fehlten ihm achtzehn Zentimeter, zum Weltrekord 23 Zentimeter.

## Windbedingungen
In den folgenden Ergebnisübersichten sind die Windbedingungen zu den jeweils besten Sprüngen benannt. Der erlaubte Grenzwert liegt bei zwei Metern pro Sekunde. Bei stärkerer Windunterstützung wird die Weite für den Wettkampf gewertet, findet jedoch keinen Eingang in Rekord- und Bestenlisten.

## Legende
Kurze Übersicht zur Bedeutung der Symbolik – so üblicherweise auch in sonstigen Veröffentlichungen verwendet:
| CR  | Championshiprekord    |
| NM  | keine Weite (no mark) |
| ogV | ohne gültigen Versuch |

## Qualifikation
30. August 1990
Neunzehn Wettbewerber traten in zwei Gruppen zur Qualifikationsrunde an. Zwölf von ihnen (hellblau unterlegt) übertrafen die Qualifikationsweite für den direkten Finaleinzug von 16,60 m. Damit war die Mindestzahl von zwölf Finalteilnehmern exakt erreicht. Die qualifizierten Athleten bestritten am darauffolgenden Tag gemeinsam das Finale.

### Gruppe A
| Platz | Name                | Nation         | Weite (m) | Wind (m/s) |
| ----- | ------------------- | -------------- | --------- | ---------- |
| 1     | Oleg Prozenko       | Sowjetunion    | 17,41     | +1,6       |
| 2     | Ihar Lapschyn       | Sowjetunion    | 17,11     | +1,6       |
| 3     | Georges Sainte-Rose | Frankreich     | 16,88     | +1,3       |
| 4     | Volker Mai          | DDR            | 16,88     | +1,3       |
| 5     | John Herbert        | Großbritannien | 16,79     | +0,7       |
| 6     | Ralf Jaros          | BR Deutschland | 16,75     | +1,2       |
| 7     | Andrzej Grabarczyk  | Polen          | 16,61     | +1,0       |
| 8     | Zoran Đurđević      | Jugoslawien    | 16,45     | +1,2       |
| 9     | Claes Rahm          | Schweden       | 15,98     | +1,3       |

### Gruppe B

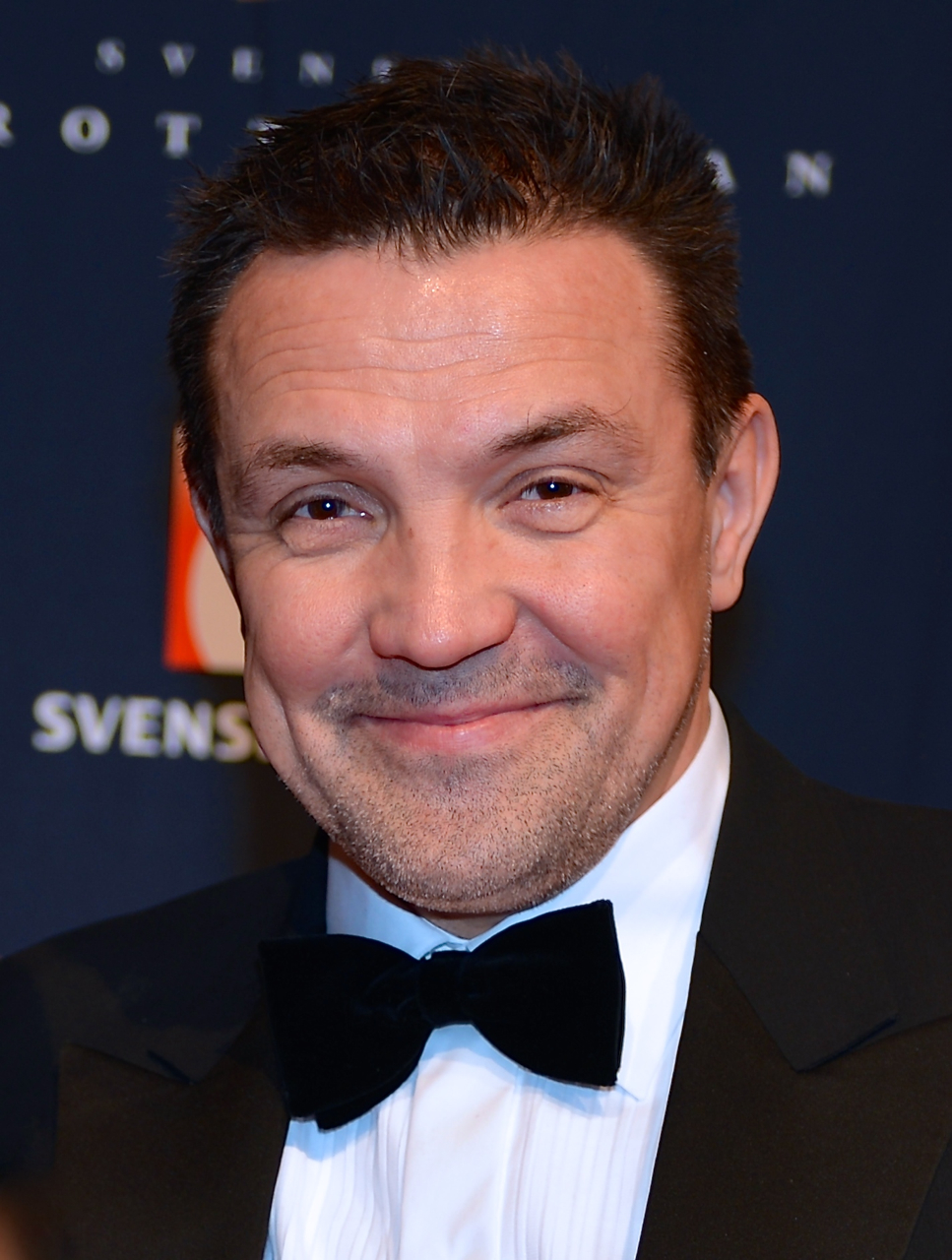
Mit exakt sechzehn Metern schied Tord Henriksson in der Qualifikation aus

| Platz | Name                 | Nation      | Weite (m) | Wind (m/s) |
| ----- | -------------------- | ----------- | --------- | ---------- |
| 1     | Leonid Woloschin     | Sowjetunion | 17,59     | +0,9       |
| 2     | Christo Markow       | Bulgarien   | 16,96     | +1,0       |
| 3     | Jörg Frieß           | DDR         | 16,86     | +0,4       |
| 4     | Eugeniusz Bedeniczuk | Polen       | 16,79     | +1,3       |
| 5     | Marios Hadjiandreou  | Zypern      | 16,75     | +1,5       |
| 6     | Didier Falise        | Belgien     | 16,32     | +1,0       |
| 7     | Pierre Camara        | Frankreich  | 16,18     | +0,7       |
| 8     | Rogel Nachum         | Israel      | 16,01     | +1,5       |
| 9     | Tord Henriksson      | Schweden    | 16,00     | +0,9       |
| NM    | Serge Hélan          | Frankreich  | ogV       |            |

## Finale

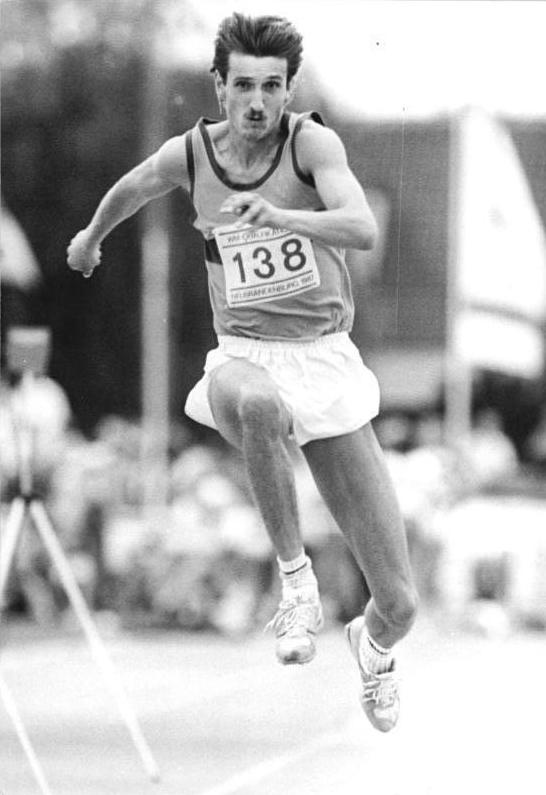
Volker Mai, EM-Siebter von 1986, erreichte Platz fünf
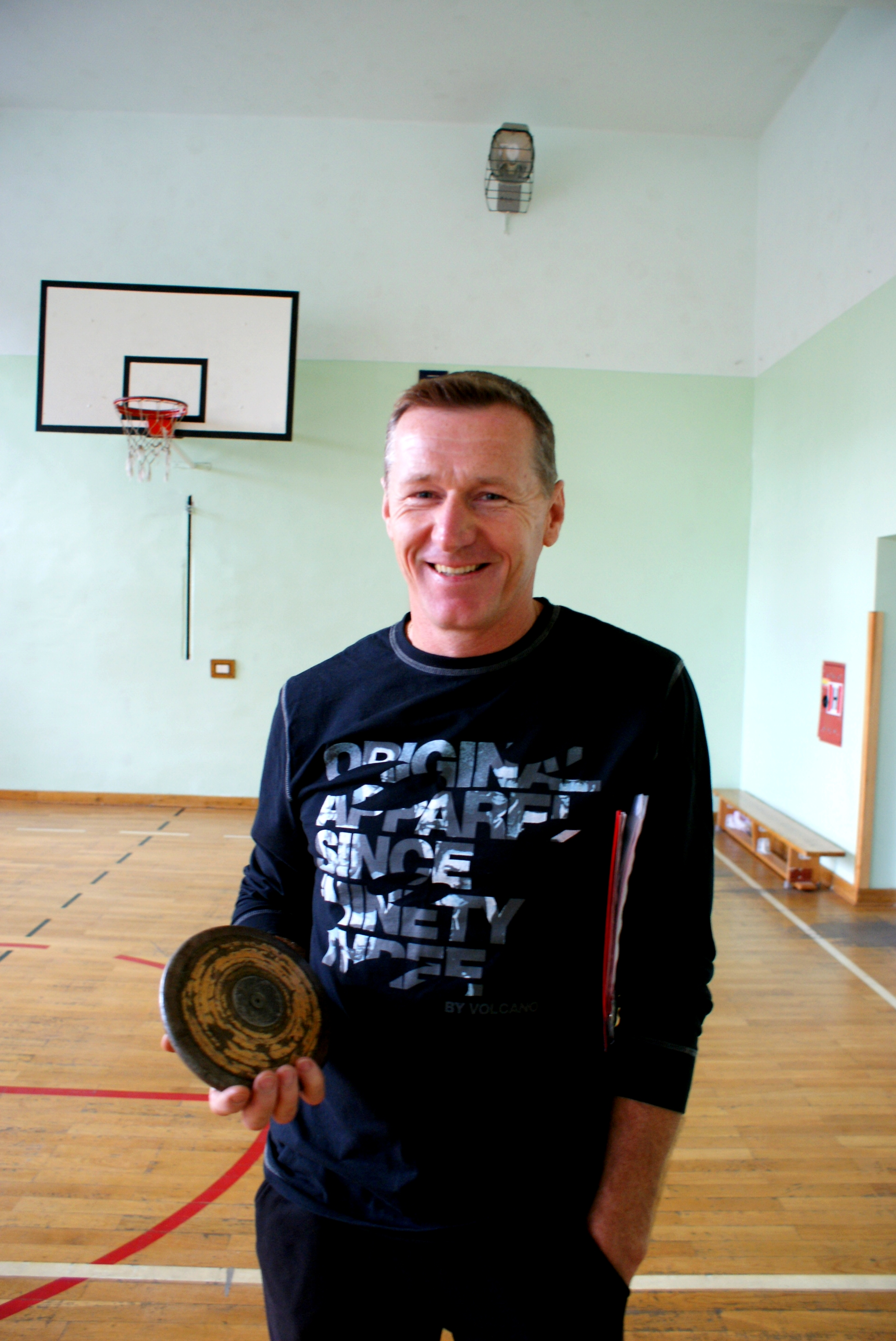
Eugeniusz Bedeniczuk (hier als Trainer im Jahr 2011) kam auf den elften Rang

31. August 1990
| Platz | Name                 | Nation         | Weite (m) | Wind (m/s) |
| ----- | -------------------- | -------------- | --------- | ---------- |
| 1     | Leonid Woloschin     | Sowjetunion    | 17,74 CR  | +0,8       |
| 2     | Christo Markow       | Bulgarien      | 17,43     | +1,1       |
| 3     | Ihar Lapschyn        | Sowjetunion    | 17,34     | ±0,0       |
| 4     | Jörg Frieß           | DDR            | 17,01     | ±0,0       |
| 5     | Volker Mai           | DDR            | 16,88     | −0,2       |
| 6     | Andrzej Grabarczyk   | Polen          | 16,82     | +1,5       |
| 7     | Georges Sainte-Rose  | Frankreich     | 16,81     | +1,3       |
| 8     | Oleg Prozenko        | Sowjetunion    | 16,80     | +1,3       |
| 9     | John Herbert         | Großbritannien | 16,73     | −1,0       |
| 10    | Marios Hadjiandreou  | Zypern         | 16,63     | +1,5       |
| 11    | Eugeniusz Bedeniczuk | Polen          | 16,60     | +1,3       |
| 12    | Ralf Jaros           | BR Deutschland | 16,24     | +1,6       |

## Videolinks
- 3133 European Track & Field 1990 Triple Jump Men Leonid Voloshin, www.youtube.com, abgerufen am 22. Dezember 2022
- 3129 European Track & Field 1990 Triple Jump Men Khristo Markov, www.youtube.com, abgerufen am 22. Dezember 2022
- 3137 European Track & Field 1990 Triple Jump Men Igor Lapshin, www.youtube.com, abgerufen am 22. Dezember 2022